# Torcy-le-Petit (Seine-Maritime)
Pour la commune homonyme de l'Aube, voir Torcy-le-Petit (Aube). Pour les autres homonymes, voir Torcy.
Torcy-le-Petit est une commune française située dans le département de la Seine-Maritime en région Normandie.

## Géographie

### Localisation
Torcy-le-Petit est un village normand  situé à 14 km au sud-est de Dieppe et du littoral de la Manche, 43 km au nord de Rouen et à 21 km au nord-ouest de Neufchâtel-en-Bray.
Il se trouve dans l'aire d'attraction de Dieppe ainsi que dans son bassin de vie, et dans la zone d'emploi de Dieppe - Caux maritime.

### Communes limitrophes
Les communes limitrophes sont  Freulleville, La Chapelle-du-Bourgay, Les Grandes-Ventes, Saint-Germain-d'Étables, Sainte-Foy et Torcy-le-Grand.

### Géologie et relief
La superficie de la commune est de 3,66 km2 ; son altitude varie de 22  à   150 mètres. 

### Hydrographie

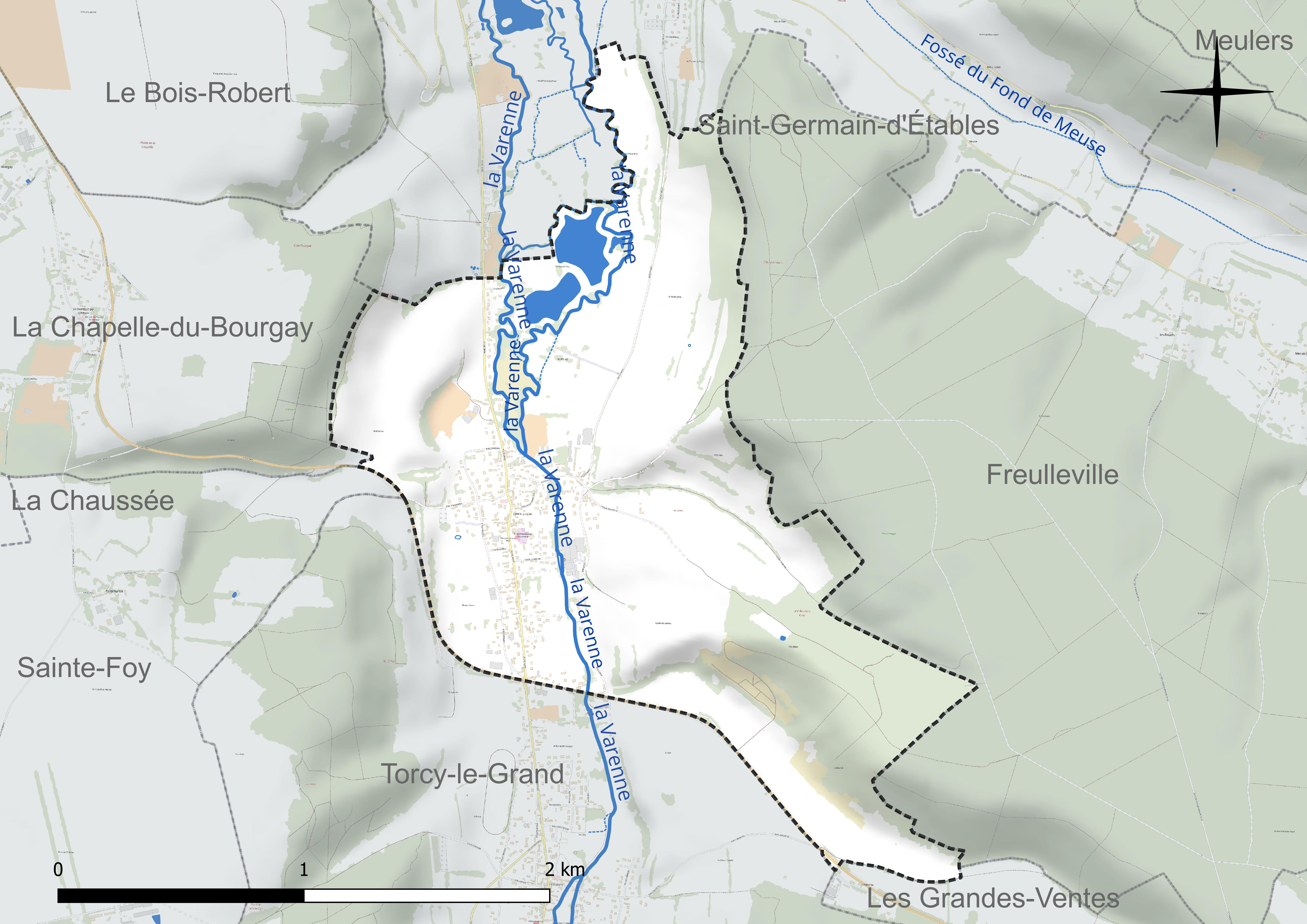
Réseau hydrographique de Torcy-le-Petit.

La commune est située dans le bassin Seine-Normandie. Elle est drainée par la Varenne et divers autres petits cours d'eau,.
La Varenne, d'une longueur de 39 km, prend sa source dans la commune de Saint-Martin-Osmonville et se jette  dans l'Arques à Arques-la-Bataille, après avoir traversé 13 communes. Les caractéristiques hydrologiques de la Varenne sont données par la station hydrologique située sur la commune de Torcy-le-Grand. Le débit moyen mensuel est de 2,93 m3/s. Le débit moyen journalier maximum est de 5,27 m3/s, atteint lors de la crue du 4 janvier 2024. Le débit instantané maximal est quant à lui de 6,34 m3/s, atteint le même jour.

### Climat
Pour des articles plus généraux, voir Climat de la Normandie et Climat de la Seine-Maritime.
En 2010, le climat de la commune est de type climat océanique franc, selon une étude du CNRS s'appuyant sur une série de données couvrant la période 1971-2000. En 2020, Météo-France publie une typologie des climats de la France métropolitaine dans laquelle la commune est exposée à un climat océanique et est dans la région climatique Côtes de la Manche orientale, caractérisée par un faible ensoleillement (1 550 h/an) ; forte humidité de l’air (plus de 20 h/jour avec humidité relative > 80 % en hiver), vents forts fréquents. Parallèlement le GIEC normand, un groupe régional d’experts sur le climat, différencie quant à lui, dans une étude de 2020, trois grands types de climats pour la région Normandie, nuancés à une échelle plus fine par les facteurs géographiques locaux. La commune est, selon ce zonage, exposée à un « climat maritime », correspondant au Pays de Caux, frais, humide et pluvieux, légèrement plus frais que dans le Cotentin.
Pour la période 1971-2000, la température annuelle moyenne est de 10,8 °C, avec une amplitude thermique annuelle de 13,1 °C. Le cumul annuel moyen de précipitations est de 849 mm, avec 12,3 jours de précipitations en janvier et 8,3 jours en juillet. Pour la période 1991-2020, la température moyenne annuelle observée sur la station météorologique la plus proche, située sur la commune de Dieppe à 14 km à vol d'oiseau, est de 11,3 °C et le cumul annuel moyen de précipitations est de 805,2 mm,. Pour l'avenir, les paramètres climatiques de la commune estimés pour 2050 selon différents scénarios d’émission de gaz à effet de serre sont consultables sur un site dédié publié par Météo-France en novembre 2022.

## Urbanisme

### Typologie
Au 1er janvier 2024, Torcy-le-Petit est catégorisée bourg rural, selon la nouvelle grille communale de densité à sept niveaux définie par l'Insee en 2022.
Elle est située hors unité urbaine. Par ailleurs la commune fait partie de l'aire d'attraction de Dieppe, dont elle est une commune de la couronne,. Cette aire, qui regroupe 62 communes, est catégorisée dans les aires de 50 000 à moins de 200 000 habitants,.

### Occupation des sols

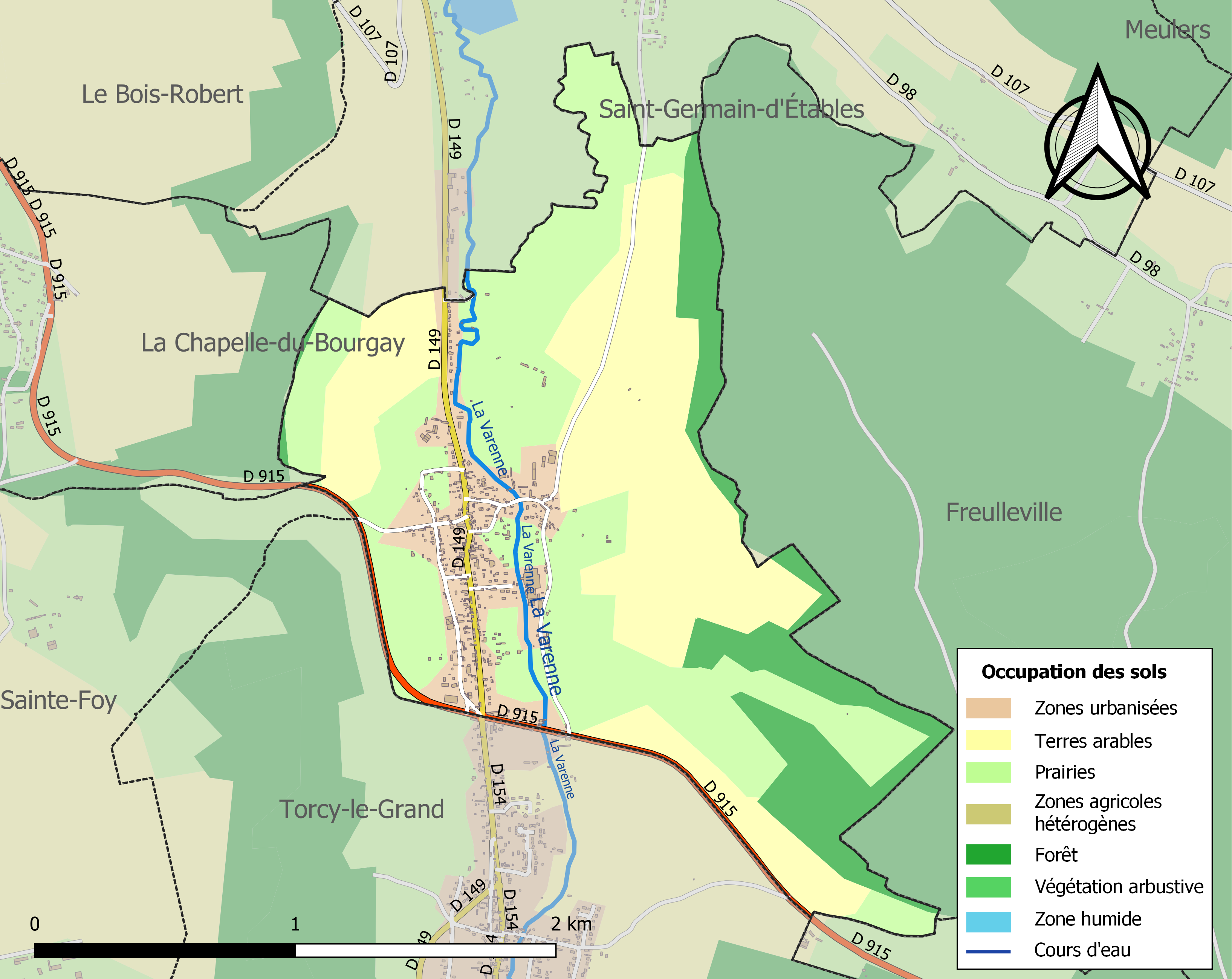
Carte des infrastructures et de l'occupation des sols de la commune en 2018 (CLC).

L'occupation des sols de la commune, telle qu'elle ressort de la base de données européenne d’occupation biophysique des sols Corine Land Cover (CLC), est marquée par l'importance des territoires agricoles (73,5 % en 2018), une proportion sensiblement équivalente à celle de 1990 (74 %). 
La répartition détaillée en 2018 est la suivante : prairies (40,2 %), terres arables (33,4 %), forêts (14,5 %), zones urbanisées (11,9 %). 
L'évolution de l’occupation des sols de la commune et de ses infrastructures peut être observée sur les différentes représentations cartographiques du territoire : la carte de Cassini (XVIIIe siècle), la carte d'état-major (1820-1866) et les cartes ou photos aériennes de l'IGN pour la période actuelle (1950 à aujourd'hui).

### Habitat et logement
En 2021, le nombre total de logements dans la commune était de 252, alors qu'il était de 232 en 2016 et de 214 en 2011. 
Parmi ces logements, 88,7 % étaient des résidences principales, 4,7 % des résidences secondaires et 6,6 % des logements vacants. Ces logements étaient pour 98,4 % d'entre eux des maisons individuelles et pour 1,2 % des appartements. 
Le tableau ci-dessous présente la typologie des logements à Torcy-le-Petit en 2021 en comparaison avec celle de la Seine-Maritime et de la France entière. Une caractéristique marquante du parc de logements est ainsi une proportion de résidences secondaires et logements occasionnels (4,7 %) supérieure à celle du département (4,1 %) mais inférieure à celle de la France entière (9,7 %). 
| Typologie                                               | Torcy-le-Petit | Seine-Maritime | France entière |
| ------------------------------------------------------- | -------------- | -------------- | -------------- |
| Résidences principales (en %)                           | 88,7           | 88             | 82,2           |
| Résidences secondaires et logements occasionnels (en %) | 4,7            | 4,1            | 9,7            |
| Logements vacants (en %)                                | 6,6            | 7,9            | 8,1            |

### Voies de communication et transports
Le territoire communal est limité au sud-ouest par l'ancienne route nationale 15 (actuelle RD 915).

## Toponymie
Le nom de la localité est attesté sous les formes De Torceio parvo en 1180, Apud Torcheium parvum en 1218, Ecclesia de Torceio Parvo vers 1240, Molins de Torcy le Petit en 1390, Torchiacum Parvum en 1337, Torchi le Petit en 1413, Saint Denis de Torchy le Petit en 1464, Saint Denys de Torcy le Petit entre 1660 et 1715, Saint Denis de Torcy le Petit en 1487, Torsy le Petit en 1712, Petit Torcy en 1715 et en 1757 (Cassini), Torcy-le-Petit en 1953.

## Politique et administration

### Rattachements administratifs et électoraux

#### Rattachements administratifs
La commune se trouve  dans l'arrondissement de Dieppe du département de la Seine-Maritime.
Elle faisait partie depuis 1793 du canton de Longueville-sur-Scie. Dans le cadre du redécoupage cantonal de 2014 en France, cette circonscription administrative territoriale a disparu, et le canton n'est plus qu'une circonscription électorale.

#### Rattachements électoraux
Pour les élections départementales, la commune fait partie depuis 2014 du canton de Luneray
Pour l'élection des députés, elle fait partie de la dixième circonscription de la Seine-Maritime.

### Intercommunalité
Penvénan était membre de la communauté de communes de Varenne et Scie, un établissement public de coopération intercommunale (EPCI) à fiscalité propre créé en 2002 et auquel la commune avait transféré un certain nombre de ses compétences, dans les conditions déterminées par le code général des collectivités territoriales.
Dans le cadre des dispositions de la loi portant nouvelle organisation territoriale de la République du 7 août 2015, qui prévoit que les établissements publics de coopération intercommunale (EPCI) à fiscalité propre doivent avoir un minimum de 15 000 habitants, cette intercommunalité a fusionné avec sa voisine pour former, le 1er janvier 2017, la communauté de communes Terroir de Caux dont est désormais membre la commune.

### Liste des maires
| Période                                  | Période                     | Identité             | Étiquette | Qualité |
| ---------------------------------------- | --------------------------- | -------------------- | --------- | --- |
| Les données manquantes sont à compléter. |                             |                      |           | |
|                                          |                             |                      |           | |
| mars 1965                                | mars 1983                   | Gilbert Le Doux      |           | Artisan |
| mars 1983                                | septembre 2015              | Jean-Pierre Paumier, |           | Retraité Président du SIAEPA de la Varenne ( ? → 2020) Président du SIVOS Vice-président de la CC de Varenne et Scie (avant 2014) Démissionnaire |
| septembre 2015                           | En cours (au 14 avril 2025) | Éric Béranger        |           | Cadre retraité Réélu pour le mandat 2020-2026,                                                                                                   |

## Équipements et services publics

### Espaces publics
En 2022, la commune a obtenu deux fleurs au concours des villes et villages fleuris, et tente d'obtenir une troisième fleur en 2024.

### Enseignement
Les enfants de la commune sont scolarisés avec ceux de Saint-Germain-d'Étables, Le Bois-Robert et La Chapelle-du-Bourgay dans le cadre d'un regroupement pédagogique intercommunal (RPI).
En 2020, l'école de Torcy-le-Petit accueille une centaine d'élèves, et dispose d'une cantine et d'un accueil périscolaire

## Population et société

### Démographie
L'évolution du nombre d'habitants est connue à travers les recensements de la population effectués dans la commune depuis 1793. Pour les communes de moins de 10 000 habitants, une enquête de recensement portant sur toute la population est réalisée tous les cinq ans, les populations de référence des années intermédiaires étant quant à elles estimées par interpolation ou extrapolation. Pour la commune, le premier recensement exhaustif entrant dans le cadre du nouveau dispositif a été réalisé en 2006.

En 2022, la commune comptait 516 habitants, en évolution de +7,28 % par rapport à 2016 (Seine-Maritime : +0,35 %, France hors Mayotte : +2,11 %).
| 1793 | 1800 | 1806 | 1821 | 1831 | 1836 | 1841 | 1846 | 1851 |
| ---- | ---- | ---- | ---- | ---- | ---- | ---- | ---- | ---- |
| 477  | 444  | 450  | 411  | 498  | 489  | 448  | 443  | 468  |

| 1856 | 1861 | 1866 | 1872 | 1876 | 1881 | 1886 | 1891 | 1896 |
| ---- | ---- | ---- | ---- | ---- | ---- | ---- | ---- | ---- |
| 658  | 540  | 558  | 533  | 548  | 544  | 588  | 585  | 555  |

| 1901 | 1906 | 1911 | 1921 | 1926 | 1931 | 1936 | 1946 | 1954 |
| ---- | ---- | ---- | ---- | ---- | ---- | ---- | ---- | ---- |
| 543  | 565  | 546  | 537  | 488  | 517  | 512  | 439  | 460  |

| 1962 | 1968 | 1975 | 1982 | 1990 | 1999 | 2006 | 2011 | 2016 |
| ---- | ---- | ---- | ---- | ---- | ---- | ---- | ---- | ---- |
| 521  | 521  | 511  | 442  | 491  | 474  | 466  | 496  | 481  |

| 2021 | 2022 | - | - | - | - | - | - | - |
| ---- | ---- | - | - | - | - | - | - | - |
| 508  | 516  | - | - | - | - | - | - | - |

## Culture locale et patrimoine

### Lieux et monuments
Église Saint-Denis (XIIIe, XIVe, XVIe et XVIIIe siècles). Cette église est construite en Grès, pierre et silex. La nef en pierre est édifiée à la charnière des XIIIe et XIVe siècles, tandis que le clocher en grès de plan carré est érigé au-dessus du portail occidental au XVIe siècle. Le chœur de brique et de silex est reconstruit en 1779.

### Héraldique
| Blason de Torcy-le-Petit (Seine-Maritime) | Blason  | D’azur au chevron d’or accompagné de trois merlettes d’argent. |
| Blason de Torcy-le-Petit (Seine-Maritime) | Détails | Le statut officiel du blason reste à déterminer.               |

## Pour approfondir